# Trại căn cứ Everest

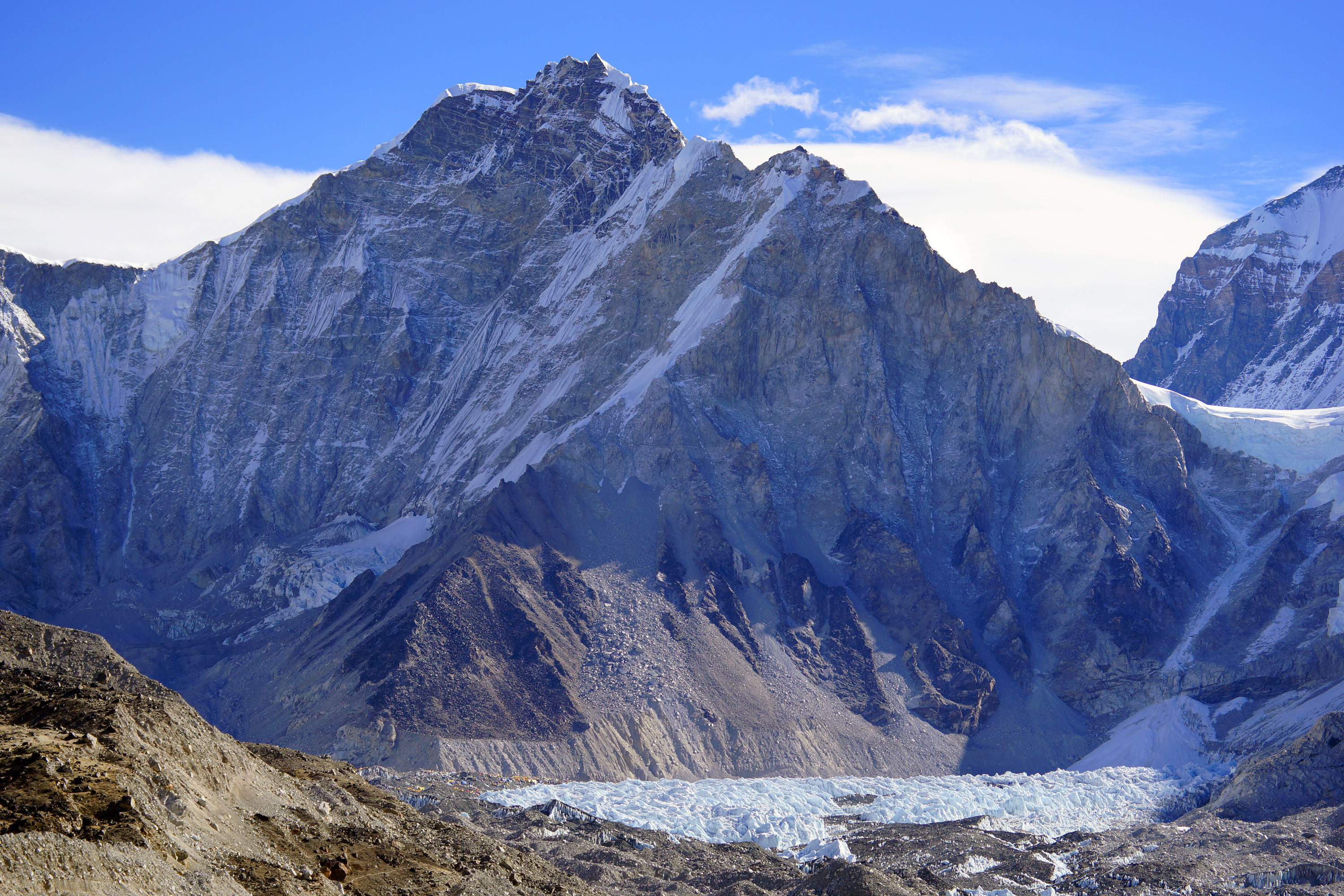
Khumbutse overlooks a sprinkling of colored tents—EBC, Nepal side

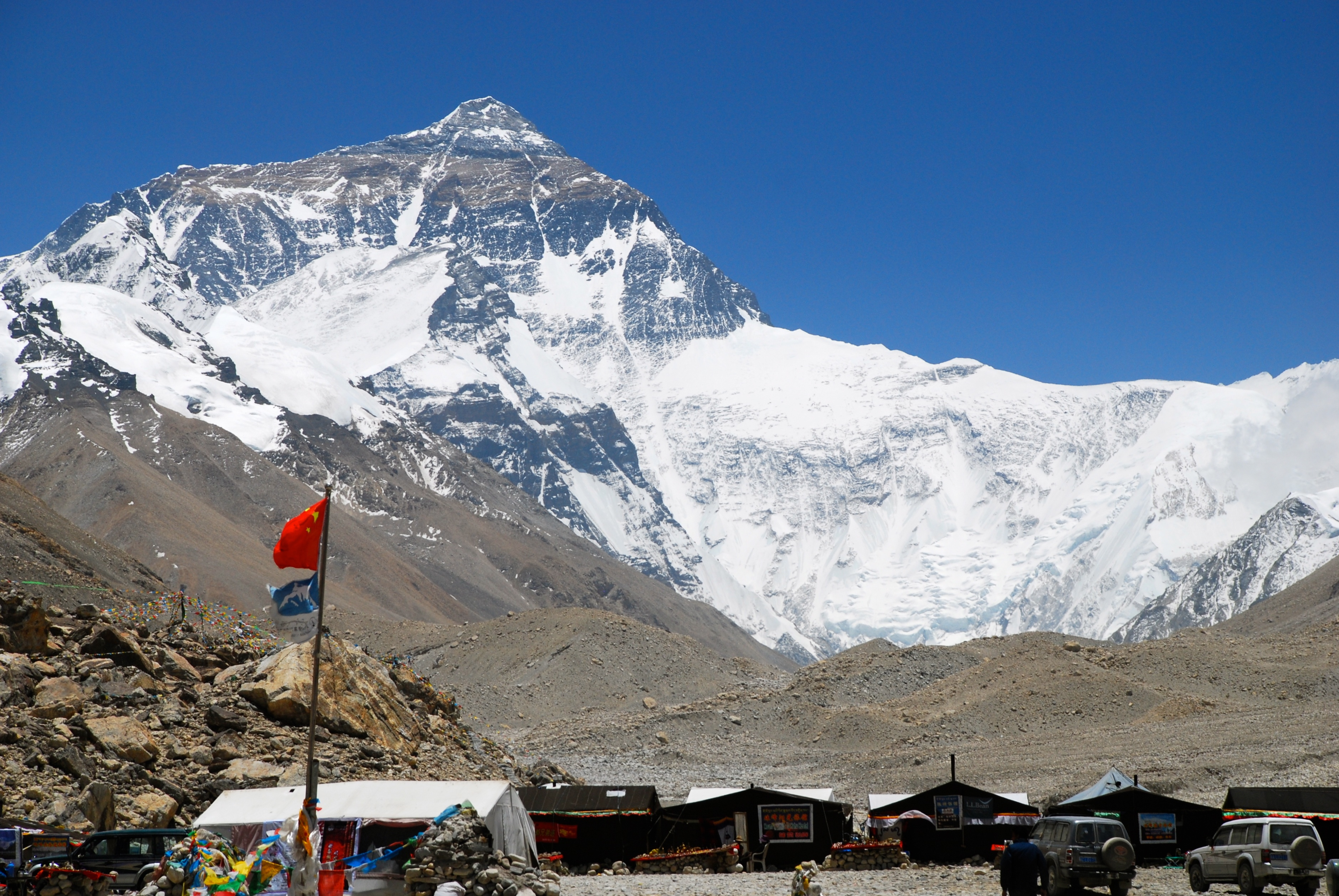
Đỉnh Everest từ góc nhìn của Trại Căn cứ Phía Nam, Tây Tạng

Trại căn cứ Everest là một trong hai trại căn cứ ở phía đối diện của đỉnh Everest (Nó cũng có thể là bất kỳ trại căn cứ nào của Everest trên một tuyến đường nhất định, nhưng điều này ít phổ biến hơn vì hai tuyến chính đã được chuẩn hóa). Trại cơ sở phía Nam ở Nepal ở độ cao 5.364 mét (17.598 ft) (28 ° 0′26 ″ N 86 ° 51′34 ″ E), và Trại cơ sở phía Bắc ở Tây Tạng ở 5.150 mét (16.900 ft) (28 ° 8′29 ″ N 86 ° 51′5 E) (28°8′29″B 86°51′5″Đ / 28,14139°B 86,85139°Đ).
Những trại này là khu cắm trại thô sơ trên đỉnh Everest được sử dụng bởi những người leo núi trong thời gian đi lên và xuống. South Base Camp được sử dụng khi leo qua sườn núi phía đông nam, trong khi North Base Camp được sử dụng khi leo qua sườn núi phía đông bắc.
Đồ dùng được chuyển đến Trại căn cứ phía Nam nhờ những người Sherpa hoặc người khuân vác với sự giúp đỡ của động vật, thường là bò Tây Tạng. Trại căn cứ phía Bắc có thể tiếp cần bằng đường cơ giới nối vào từ Cao tốc quốc gia số 318 của Trung Quốc (G318) (ít nhất là trong những tháng mùa hè). Những người leo núi thường nghỉ ngơi tại trại căn cứ trong vài ngày nhằm làm quen với khí hậu để giảm thiểu rủi ro và mức độ nghiêm trọng của chứng say độ cao.